# Friedrich IV. von Goseck
Friedrich IV. (* 1085, Weißenburg, Zscheiplitz; † 26. Mai oder Juni 1125) war Graf von Putelendorf und führte wohl den Titel Pfalzgraf von Sachsen, um seinen Anspruch auf diesen zu zeigen. 
Er war der einzige Sohn des kurz vor seiner Geburt ermordeten sächsischen Pfalzgrafen Friedrich III. und der Adelheid von Stade.
Er verlor den Großteil seiner Allodien in Thüringen mit Fryburg, Lauchstädt, Bad Sulza bei Erfurt an den Ludowinger Ludwig (II.) von Thüringen. 
Als er sich um sein Erbe betrogen sah, beschuldigte er seinen Stiefvater Ludwig den Springer des Mordes an seinem Vater. Das Verfahren wurde aber von Heinrich V. niedergeschlagen.
Er zählte im Erbkrieg um die Grafschaft Weimar-Orlamünde zu den Gegnern Kaiser Heinrichs V., dessen Feldherr Hoyer I. von Mansfeld ihn zusammen mit seinem Halbbruder Hermann am 6. Juni 1112 in Teuchern bei Weißenfels zur Aufgabe zwang. Beide kamen auf Burg Hammerstein am Rhein in kaiserliche Haft. Friedrich kam 1114 durch Lösegeld wieder frei, während sein Halbbruder Hermann in der Haft gestorben war. 
1117/18 verteidigte er den Kyffhäuser gegen Pfalzgraf Friedrich I. von Sommerschenburg, musste jedoch nach längerer Belagerung kapitulieren. 

## Ehe und Kinder
1116 heiratete er Agnes (* um 1100; † 1129–1136), die Tochter des Grafen Heinrich I. von Limburg. Mit ihr hatte er folgende Kinder: 
- Heinrich († 1126), Pfalzgraf von Sachsen
- Friedrich (* um 1117; † 31. Januar 1179), 1169–1179 Bischof von Prag
- Bertha († 1190) ⚭ Berthold I. Graf von Henneberg
- nach Isenburg: Hermann (* vor 1114; † 1123/29)

Nach seinem Tod heiratete Agnes den Walo II. von Veckenstedt, der Jüngere (1126 erschlagen).